# تدرج الألبومين بين المصل وسائل الاستسقاء البطي
تدرج الألبومين بين المصل وسائل الاستسقاء البطي أو  مدروج الزلال المصلي-الاستسقائي (بالإنجليزية:  serum-ascites albumin gradient)‏ هو مصطلح يشير إلى حساب يستخدم في الطب، تحديد طب الجهاز الهضمي، للمساعدة في تحديد سبب الاستسقاء، وقد قد يكون أكثير تمييزا من الأسلوب الأقدم الذي اعتمد على تصنيف السائل الاستسقائي إلى سائل نضحي مقابل سائل رشحي.
تتلخص الصيغة فيما يلي:
مدروج الألبومين المصلي الاستسقائي = (مستوى الألبومين في المصل) - (مستوى الألبومين في سائل الاستسقاء).
من الناحية المثالية ، ينبغي قياس القيمتين في نفس التوقيت.
تحدث هذه الظاهرة كنتيجة لقوى ستارلينج بين سائل الجهاز الدوري وسائل الاستسقاء. ففي ظل الظروف العادية يكون التدرج أقل من 1.1 (<1.1)، لأن الضغط الجرمي للمصل (الذي يعمل على سحب السوائل إلى الدورة الدموية) يعاكسه الضغط الهيدروستاتيكي للمصل (الذي يدفع بالسوائل خارج الدورة الدموية). يحدث اضطراب لهذا التوازن في بعض الأمراض (متلازمة بود كياري، قصور القلب، أو تشمع الكبد) مما يزيد من الضغط الهيدروستاتيكي أو يقلل من الضغط الجرمي، وهذا يؤدي إلى مزيد تحرك السوائل من الدورة الدموية إلى جوف الصفاق (متسببا في الاستسقاء). وتزداد بعد ذلك قيمة التدرج بسبب زيادة حجم السوائل التي تترك الدورة الدموية، متسببة في ارتفاع نسبة الألبومين (الزلال) في الدم، حيث أن الألبومين لا يستطيع أن يتحرك عبر فراغات الأغشية (ليخرج من الجهاز الدوري) بسهولة نظرا لأنه جزيء كبير.
هناك سبب نادر للاستسقاء البطني يصاحبه ارتفاع في التدرج لكن دون حدوث تغيير في الضغط الهيدروستاتيكي أو الضغط الجرمي هو تمزق المثانة البولية وتسرب البول في تسرب البول إلى جوف الصفاق.

## التشخيص التفريقي

### ارتفاع التدرج
يشير ارتفاع التدرج لأكبر من 1.1 جم/ديسيلتر (> 1.1 جم/ديسيلتر) إلى أن سبب الاستسقاء يرجع إلى فرط ضغط الدم البابي، إما لسبب متعلق بالكبد أو لا علاقة له بالكبد، وتصل الدقة في هذا الاجراء لما يقرب من 97٪. ويرجع ذلك إلى زيادة الضغط الهيدروستاتيكي داخل أوعية الجهاز البوابي الكبدي، الأمر الذي بدوره أن يدفع بالسوائل نحو التجويف الصفاقي تاركا البروتينات مثل الألبومين داخل الأوعية الدموية.
تشمل الأسباب المهمة للاستسقاء الطني المرتفع التدرج (> 1.1 جم/ديسيلتر): تشمع الكبد وقصور القلب ومتلازمة بود كياري وخثار الوريد البابي وتليف الوريد البابي المجهول السبب. [3]

### انخفاض التدرج
يشير التدرج المنخفض (<1.1 جم/ديسيلتر) إلى أن أسباب استسقاء ليست مرتبطة بزيادة الضغط البابي، وبالتالي فالسبب غالبا ما يكون محلي (أي متعلق بأمراض تجويف البطن وأمراض غشاء الصفاق)، تشمل الأمثلة كل من عدوى الغشاء الصفاقي بمرض الدرن، التهاب المصلية،  الأنواع المختلفة من سرطانات الغشاء الصفاقي، التهاب البنكرياس، والمتلازمة الكلوية.
|                      |      | تدرج الألبومين بين المصل وسائل الاستسقاء البطي | تدرج الألبومين بين المصل وسائل الاستسقاء البطي |
| -------------------- | ---- | ---------------------------------------------- | ---------------------------------------------- |
|                      |      | <1.1 (غير متعلق بفرط الصغط البابي)             | >1.1 (متعلق بفرط الصغط البابي)                 |
| الألبومين الاستسقائي | <2.5 | متلازمة كلوية                                  | تشمع الكبد، متلازمة بود كياري                  |
| الألبومين الاستسقائي | >2.5 | التهاب البنكرياسالسرطانالتهاب الصفاق الدرني    | قصور القلب                                     |